# باتريك بيفن
باتريك بيفن (بالإنجليزية: Patrick Bevin) هو دراج نيوزلندي في صنف سباق الدراجات على الطريق.

## روابط خارجية
- باتريك بيفن على موقع الاتحاد الدولي للدراجات (الإنجليزية)
- باتريك بيفن على موقع أرشيف الدراجات (الإنجليزية)
- باتريك بيفن على موقع إحصائيات الدراجات الإحترافية (الإنجليزية)
- باتريك بيفن على موقع نسبة الدراجات (الإنجليزية)
- باتريك بيفن على موقع CycleBase (الإنجليزية)
- باتريك بيفن على موقع أوليمبيديا (الإنجليزية)
- باتريك بيفن على موقع اللجنة الأولمبية النيوزيلندية (الإنجليزية)
- باتريك بيفن على موقع اتحاد ألعاب الكومنولث (مؤرشف) (الإنجليزية)